# Iwan der Schreckliche I (Film)
Der Historienfilm Iwan der Schreckliche I (Originaltitel Иван Грозный, transkribiert nach Duden-Regeln Iwan Grosny, wissenschaftliche Transliteration Ivan Groznyj, wörtlich „Iwan der Gestrenge“) von Sergei Michailowitsch Eisenstein umfasst das Leben des Zaren Iwan IV. von Russland (1530–1584) von seiner Selbstkrönung im Alter von 16 Jahren am 16. Januar 1547 bis zu seinem zeitweiligen Amtsverzicht im Herbst 1575 und der triumphalen Rückkehr auf den Thron Ende 1576.
Der Monumentalfilm besteht aus zwei Teilen. Der erste porträtiert Iwan „als begnadeten Volksführer“, „als selbstbewußten Monarchen, als siegreichen russischen Helden“; diese Darstellung seines „Aufstieg[s]“ – gipfelnd in seiner Legitimation als Alleinherrscher durch das Volk – wurde von Stalin gelobt und 1946 mit dem Stalinpreis erster Klasse ausgezeichnet. Der zweite Teil – teilweise in Farbe gedreht – zeigt Iwans „Niedergang“ und seine „Schrecklichkeit“; dieser Teil wurde von Stalin verboten. Vom geplanten dritten Teil wurden nur vier Filmrollen gedreht, die bis auf einige (erst 1988 veröffentlichte) Fragmente verloren gingen oder vernichtet wurden.

## Handlungsabriss
Der 16-jährige Iwan, Großfürst von Moskau, krönt sich am 16. Januar 1547 zum Zaren. Zum Entsetzen der meisten Anwesenden – der Bojaren, seiner intriganten Tante Jefrossinija (die ihren schwachsinnigen Sohn Wladimir auf den Thron bringen will), den Gesandten europäischer Höfe, den kirchlichen Würdenträgern – kündigt er ein Drittes Rom an und Stärke nach innen und außen. Ein stehendes Heer soll aufgestellt werden, die Bojaren sollen dem Land dienen als Soldaten oder Geldgeber, die reiche Kirche soll ihren Teil beitragen für die ‚große Sache‘, das russische Territorium soll vor Einfällen gesichert und vergrößert werden. Als innere Feinde wird er also die Bojaren und die Kirche bekämpfen müssen, als äußere das Khanat Kasan, die Krimtartaren, Livland, das Königreich Polen, das Großfürstentum Litauen (später Polen-Litauen) und die ‚ränkesüchtigen Deutschen‘.
Iwans Jugendfreund Fjodor Kolytschow zieht sich nach Iwans Hochzeit mit Anastassija als Mönch in ein Kloster zurück, Iwans Freund Andrei Kurbski (welcher Anastassija begehrt) kämpft als Feldherr im erfolgreichen Krieg gegen Kasan.
Als der Zar nach dem Feldzug lebensgefährlich erkrankt und sich dem Tode nahe glaubt, bittet er die Bojaren, seinem vor Kurzem geborenen Sohn Dmitri die Treue zu schwören; nicht seines oder seines Sohnes wegen, sondern damit die ‚Einheit des Reiches nicht leichtfertig gefährdet‘ werde. Alle wenden sich ab und wollen Wladimir zum Zaren bestimmen; nur Andrei Kurbski erkennt, dass Iwan überleben wird und bekennt sich scheinheilig zu Dmitri. Iwan wähnt nun, Kurbski sei sein einziger Freund und beauftragt ihn mit dem Krieg gegen Livland. Dabei wird Kurbski zum Verräter und läuft zum Feind über.
Anastassija wird von Jefrossinija vergiftet. Iwan erkennt den Mord nicht und zweifelt an seiner Sendung, wird aber von seinen Getreuen aus dem einfachen Volk, Maljuta Skuratow sowie Aleksei und Fjodor Basmanow wieder aufgerichtet. Auf ihren Rat hin rekrutiert Iwan die Opritschniki, Soldaten von niederer Herkunft, die ihm blind ergeben sind.
Iwan beschließt, sich zurückzuziehen und wieder auf den Thron zurückzukehren, wenn das gesamte Volk ihn zurückruft. Das Volk erscheint in einer langen Bittprozession und legitimiert Iwan somit als Alleinherrscher, der die ‚große‘ und ‚gnadenlose Sache‘ um des ‚russischen Reiches willen‘ fortsetzen wird.

## Entstehungsgeschichte

### Zeitgenössischer Hintergrund: Die ‚patriotische Wende‘ der sowjetischen Politik
Von den 1920er bis 1930er Jahren erfuhr die Sowjetunion einen ‚großen Umbruch‘: Die Diktatur einer Partei und Stalins konsolidierte sich, eine imperialistische Großmachtspolitik setzte ein, die Doktrin vom ‚Aufbau des Sozialismus in einem Lande‘ kam auf. Dementsprechend wandte sich die staatliche Führung ideologisch vom ‚proletarischen Internationalismus‘ ab und dem ‚Sowjetpatriotismus‘ zu und erschloss die russische Nationalgeschichte als Reservoir für Identifikationsangebote an die Gesellschaft: russische ‚Helden‘ wie Alexander Newski und Iwan IV. wurden neu entdeckt.

### Vorproduktion, Szenarium und Drehbuch
Eisenstein war Künstlerischer Leiter der Mosfilm-Studios und Lehrer am Moskauer Filminstitut, als ihm 1941 der führende Kulturfunktionär Andrei Schdanow Stalins Auftrag überbrachte, einen Film über Iwan Grosny zu drehen. Der Film sollte nach einer Darstellung „das Streben des russischen Volkes unter Iwan IV. nach einem zentralistischen, nationalen Staat [thematisieren] und damit“ zeigen, wie der „in Alexander Newski erfolgreich dargestellte[] Kampf[] für die Einheit und Unabhängigkeit des Volkes“ fortgesetzt wurde, nach einer anderen „eine Allegorie des sowjetischen Führers [Stalin] und des ‚sozialistischen Übermenschen‘ [bieten]“ und nach einer dritten „ein Alibi für den politischen Terror [liefern]“.
Zuvor hatte man Eisenstein zwei Mal angeboten, „Stalins Biographie zu verfilmen, nun sollte er Stalin nicht direkt, sondern vermittelt über den Zaren Iwan porträtieren“.
Für Eisenstein war Iwan Grosny allerdings kein bloßes Auftragswerk. Schon in den 1920er Jahren hatte die Figur ihn beschäftigt. Nun fielen für ihn in diesem Filmprojekt das „Interesse der Epoche“ und das „Interesse eines einzelnen Menschen“ zusammen.
Der Regisseur bereitete den Film vor, indem er „Chroniken, Geschichtsdarstellungen, Volkslieder und Legenden – das gesamte über Iwan verfügbare Material [studierte]“. Die Planungen sahen zuerst zwei Teile vor: der erste sollte sich konzentrieren auf „die Ereignisse um die Besiegung der Tataren in Kasan und damit die Befreiung von über zweihundertjähriger Fremdherrschaft“ und der zweite auf den Livländischen Krieg. Erst 1945 beschloss Eisenstein, den Krieg in einem dritten Teil darzustellen und den zweiten Teil zu fokussieren auf den Kampf Iwans und „seiner neugegründeten Leibgarde […] gegen die Intrigen der Bojaren“.
Eine Absicht Eisensteins war es, das gängige Bild Iwans als einer „wilden Bestie“ zu korrigieren. „[D]ie strengen Maßnahmen Iwans und seine unnachgiebige Festigkeit zum Schutze der Interessen des Reiches gegen die Eigeninteressen und die unabhängige Macht der Bojaren“ seien von diesen „bedrängten Feudalherren […] als übernatürliche Bosheit und krankhaftes Verlangen nach Blut“ geschmäht worden und Iwans Widersacher hätten sich „nicht [gescheut], ihre Zuflucht zu Verrat und Verschwörung zu nehmen“. Eisenstein wollte Iwans „historische Rolle von Grund auf neu [sehen]“ und nannte ihn „mit den Worten des russischen Historikers Kavelin einen ‚Dichter der staatlichen Idee‘“.
Damit entsprach Eisensteins Konzeption der Darstellung Iwans IV. in dem Werk Iwan Grosny des Historikers Robert Wipper (ursprünglich 1922, 2. Auflage Taschkent 1942). Bei Wipper „dominierte die Würdigung des Zaren als eines [der] ‚hervorragendsten Politiker[] de[r] europäischen Geschichte des 16. Jahrhunderts‘“, was „in der Stalin-Zeit offiziell [als] mustergültig[]“ galt.
Im Sommer 1941, kurz nach dem deutschen Überfall auf die Sowjetunion, wurden die Mosfilm-Studios und das Filminstitut ins zentralasiatische Alma-Ata evakuiert. Dort stellte Eisenstein im Sommer 1942 sein Szenarium fertig.
Zuvor hatten seine Ideen vor allem in „Stöße[n] von Zeichnungen Gestalt“ angenommen, in über 2.000 Skizzen. Eisenstein verwendete und „verwandelt[e]“ in ihnen „Formen der abendländischen Malerei (El Greco, Piranesi), des russischen und japanischen Theaters, des deutschen expressionistischen Films (auch Paul Lenis Wachsfigurenkabinett […], in dem Conrad Veidt den Zaren Iwan spielte)“.
Sein Werk nannte Eisenstein eine ‚Mär‘ und ging mit den historischen Fakten, wie er selbst einräumte, recht frei und subjektiv um. Iwans Krönung zum Zaren etwa wurde nicht von Pimen, Erzbischof von Nowgorod und Pskow, sondern von Macarius, Metropolit von Moskau, durchgeführt, er wurde nicht innerhalb, sondern außerhalb der Kirche mit Gold- und Silbermünzen überschüttet und die Zahl von Iwans Frauen reduzierte er von sieben auf eine.
Das Drehbuch lässt die Figuren in Blankversen sprechen. So „suggerierte[] [Eisenstein] den alten Klang, ohne […] veralteten Wortschatz“ zu benutzen.

### Dreharbeiten
Die Dreharbeiten wurden durch den Krieg verzögert, aber dann seit April 1943 „mit unwahrscheinlichem materielle[n] Aufwand […] durchgeführt“. Die „kostspielige Inszenierung“ erstreckt sich auch schon auf Szenen für den zweiten Teil. Im Herbst 1944 kehrte das Filmstudio wieder nach Moskau zurück; „erst in [dieser] Endphase“ konzentrierte sich Eisenstein auf den ersten Teil und montierte ihn. Im Dezember 1944 war er fertiggestellt.

### Besetzung und Stab
Eisensteins wichtigste Mitarbeiter waren schon bei Alexander Newski dabei gewesen: Nikolai Tscherkassow in der Titelrolle, Sergei Prokofjew als Komponist, Iosif Schpinel für die Bauten und Eduard Tisse für die Kameraarbeit; allerdings „tauschte“ Eisenstein „bald nach Beginn der Dreharbeiten seinen ständigen Kameramann Tisse“ durch Andrei Moskwin aus, einen „Meister für Innenaufnahmen“, und überließ Tisse nur die Außenaufnahmen.

## Aufführungsgeschichte

### Sowjetunion und andere Länder
Der erste Teil von Iwan Grosny wurde in der Sowjetunion am 30. Dezember 1944 uraufgeführt und am 20. Januar 1945 veröffentlicht.
Noch 1945 folgten die Erstaufführungen in Schweden, Ungarn, Finnland und Italien. Im Jahr 1946 erreichte der Film Kinos in Frankreich, Dänemark und der Schweiz, 1947 in Argentinien, den Vereinigten Staaten und Uruguay. Recht späte Erstaufführungen erlebten Spanien (1970), Portugal (1971), Griechenland (1995 beim 36. Filmfestival in Thessaloniki) und Japan (2006).

### Deutschland
Am 10. August 1945 wurde die deutsche Fassung in Berlin im Marmorhaus und im Filmtheater am Friedrichshain uraufgeführt. Der erste Teil von Iwan der Schreckliche ist somit der erste Spielfilm, der in einer neu erstellten Synchronfassung im besetzten Deutschland anlief. (Am 20. Juli war der sowjetische Dokumentarfilm Berlin, eine Chronik der Schlacht um Berlin, als erster ausländischer Film vorausgegangen.)
In den Westzonen kam der Film im April 1946 in die Kinos.
Während der Eisenstein-Woche vom 10. bis zum 18. April 1959 in Ost-Berlin wurden beide Teile aufgeführt; dadurch ermöglicht, dass 1958 unter Nikita Chruschtchow (während der Tauwetter-Periode) der zweite Teil, fünf Jahre nach Stalins Tod, für die öffentliche Vorführung freigegeben worden war. Zwei Monate später, am 26. Juni 1959 liefen beide Teile in der DDR an.
In der Bundesrepublik kam es 1967 zu einer Wiederaufführung beider Teile.
Am 5. Februar 1968 wurde in der Bundesrepublik der erste Teil durch das ZDF zum ersten Mal im Fernsehen ausgestrahlt (der zweite Teil folgte zwei Tage später).
Das DDR-Fernsehen sendete den ersten Teil erstmals am 24. Januar 1978 (und den zweiten Teil am 12. Oktober 1978).
Beim Musikfest Berlin wurden beide Teile am 16. September 2016 erstmals mit Prokofjews rekonstruierter Filmmusik für Soli, Chor und Orchester op. 116 als Filmkonzert unter der Leitung von Frank Strobel aufgeführt. Aus der russischen Tonspur war die in ihrer „Qualität […] kaum mehr vernehmbar[e]“ Musik digital herausgefiltert und durch „freies Musizieren“ ersetzt worden; der Film war deutsch untertitelt. Da ein Vergleich der Urtextausgabe von Prokofjews Musik und dem Filmton ergab, dass Prokofjews Partitur unvollständig war, erstellten Frank Strobel, Jörg Peltzer und Darja Vorrat eine neue Fassung. Diese berücksichtigt, was bei der ursprünglichen Einspielung der Filmmusik unter dem Dirigenten Abram Stassewitsch und dem Tonmeister Wolski verändert worden war: etwa ergänzte Takte, geänderte Phrasierungen, Dynamikangaben, Schlagzeugrhythmen und Instrumentationen.
Der Fernsehsender Arte strahlte den Film am 7. November 2016 kombiniert mit einem Konzertmitschnitt der rekonstruierten Musik aus; dabei wurden zu „musikalisch besonders prägnanten Szenen […] Eindrücke von der Aufführung im Konzerthaus eingeblendet“. – Federführend war bei dem Projekt die Europäische FilmPhilharmonie.

## Synchronisation
Die sowjetische Besatzungsmacht unternahm große Anstrengungen, um die Kinos nach Kriegsende wieder zu öffnen und die Filmproduktion wieder in Gang zu bringen. „Um die russischen Filme trotz der Sprachbarriere irgend attraktiv zu machen und die Renitenz der Deutschen zu überwinden, war eine Synchronisierung unumgänglich.“ So vergab die sowjetische Filmverleih-Firma Sojusintorgkino schon am 6. Juni 1945 – vier Wochen nach der Kapitulation, drei Tage vor Gründung der Sowjetischen Militäradministration in Deutschland und etwa einen Monat, bevor die Westalliierten in Berlin einrückten – den Auftrag, Eisensteins Monumentalfilm zu synchronisieren. Den russischen Besatzern kam entgegen, dass die Anlagen der Tobis Filmkunst „in ihrem Sektor lagen“, „weitgehend unbeschädigt“ waren und „relativ rasch für Synchronzwecke umgebaut werden konnten“.
Diese deutsche Synchronisation von Iwan der Schreckliche war die erste im Deutschland der Nachkriegszeit. Dialogbuch und -regie lagen in den Händen von Wolfgang Staudte.
Eine zweite Synchronfassung entstand 1966 bei der Berliner Synchron GmbH im Auftrag des ZDF; das Dialogbuch stammte von Bodo Francke, die Dialogregie übernahm H. Schulze. Andere Quellen geben für beide Posten Heinz Giese an.
Eine dritte deutsche Fassung (beider Teile) erstellte 1973 die DEFA in ihrem Berliner Studio für Synchronisation nach einem Dialogbuch von Werner Klünder unter der Regie von Inge Lindner; ungewöhnlich für eine TV-Synchronisation werden mit Gerda Marczinkowsky und Robert Kothe auch die Verantwortlichen für Schnitt und Ton angeben.
| Rolle                                                          | Darsteller            | Synchronstimme 1945 | Synchronstimme 1966   | Synchronstimme 1973  |
| -------------------------------------------------------------- | --------------------- | ------------------- | --------------------- | -------------------- |
| Zar Iwan IV.                                                   | Nikolai Tscherkassow  | Wolfgang Lukschy    | Herbert Stass         | Hilmar Thate         |
| Zarin Anastassija Romanowna                                    | Ljudmila Zelikowskaja | Lu Säuberlich       | Eva Katharina Schultz | ?                    |
| Jefrossinija Starizkaja                                        | Serafima Birman       | Ruth Hellberg       | Lu Säuberlich         | Else Wolz            |
| Wladimir Andrejewitsch, ihr Sohn                               | Pawel Kadotschnikow   | ?                   | ?                     | Wolfgang Ostberg     |
| Maljuta Skuratow, Opritschnik                                  | Michail Scharow       | ?                   | Benno Hoffmann        | Walter Wickenhauser  |
| Aleksei Basmanow, Opritschnik                                  | Amwrossi Butschma     | ?                   | Franz Nicklisch       | Helmut Müller-Lankow |
| Fjodor Basmanow, sein Sohn und Opritschnik                     | Michail Kusnezow      | ?                   | ?                     | Peter Faber          |
| Fürst Andrei Michailowitsch Kurbski                            | Michail Naswanow      | ?                   | Klaus Miedel          | Jürgen Kluckert      |
| Bojar Fjodor Kolytschow, später Philipp, Metropolit von Moskau | Andrei Abrikossow     | ?                   | Heinz Palm            | Eberhard Mellies     |
| Pimen, Erzbischof                                              | Aleksandr Mgebrow     | ?                   | Knut Hartwig          | Robert Trösch        |
| Nikola, Narr in Christo                                        | Wsewolod Pudowkin     | ?                   | Tilo von Berlepsch    | Horst Kempe          |
| Botschafter aus Kasan                                          | Aleksandr Rumnew      | ?                   | Toni Herbert          | Edwin Marian         |
| Kaspar von Oldenbock, Botschafter von Livland                  | Semjon Timoschenko    | ?                   | Helmut Heyne          | Gerry Wolff          |

## Kritiken und Einordnungen
Der Film war „bei der Kritik und beim Publikum ein gewaltiger Erfolg“. Eisensteins Freund Charlie Chaplin telegrafierte Anfang 1946, der Film sei „der größte historische Film, der je geschaffen wurde“, die „Atmosphäre“ sei „großartig“ und die Schönheit des Films übersteige „alles bisher im Film Gesehene“.
Bosley Crowther befand 1947, der Film sei in seiner Demonstration reiner Kinokunst einer der beeindruckendsten Filme, die je gedreht worden seien; insbesondere hob er die Musik, die Kameraführung und die Leistungen der Schauspieler hervor, Elemente, die dazu betrügen, dass die Sinne gesättigt würden durch mittelalterliche Erhabenheit.
Oksana Bulgakowa erklärte 1995, Eisenstein habe „dem Historienfilm eine völlig neue Dimension [gegeben]“ und begründete dies unter anderem durch „die eigenartige, sich gegen alle klassischen Regeln auflehnende Montage“. Man habe oft darum gestritten, ob der Film eher einen Tyrannen humanisiere und entdämonisiere und somit das stalinistische Regime rechtfertigte oder ob er es nicht eher subversiv unterwandere; doch „leb[e]“ der Film nicht aufgrund dieser strittigen Frage, „sondern allein von der einzigartigen Arbeit mit Licht, Farbe, Musik, Gebärden, Montage, die eine immens dichte Stimmung von Leidenschaft, Tod, Blutschuld und Unheil suggeriert“.
Seit 1958, als auch der zweite Teil des Films veröffentlicht wurde, gibt es Stimmen, die beide Teile gegensätzlich beurteilen. So lehnte Till Hein den ersten Teil als „Lobhudelei“ ab und rühmte das „rebellische Feuer“ des zweiten Teils. Und der Filmhistoriker Leonid Koslow sagte: „Über den ersten Teil des Films kann man kurz sagen, Eisenstein gab darin dem Kaiser [Stalin], was des Kaisers ist. Der zweite Teil war ein Aufstand des Künstlers“.
Lilia Antipow nennt 2018 zahlreiche Einflüsse, Traditionen und Diskurse, die Eisensteins Film aufgriffe und zusammenführe, darum zeige die Titelfigur „Ambivalenz und Vielschichtigkeit“. Sie sei für Eisenstein in ihren „‚guten Zügen‘ […] eine Projektionsfläche für die eigene Persönlichkeit“ gewesen und „als Verkörperung des Bösen“ der „Gegenstand einer ästhetischen Faszination“.
Das Lexikon des internationalen Films resümiert, Eisenstein habe in dem
„[m]onumentale[n] Epos […] den historischen Stoff in opernhafter Stilisierung und mit überwältigendem Pathos [inszeniert], verzichtet jedoch auf eine naive (und im sowjetischen Film der Stalin-Ära obligatorische) Ikonisierung der widersprüchlichen Titelfigur. Vielmehr entwirft besonders der 2. Teil düstere Visionen von Macht und Unterwerfung, wobei die Dialektik politischer Alleinherrschaft in genial gestalteten Bildkompositionen enthüllt wird. Ein Meisterwerk der sowjetischen Filmkunst, in dem sich intellektuelle Analyse und sinnliche Prachtentfaltung verbinden.“

## Auszeichnungen
- 1946: Stalinpreis erster Klasse[60][61] (überreicht am 24. Januar 1946[8])
- 1946: Preis für die beste Kinematographie beim Internationalen Filmfestival von Locarno für die Kameramänner Andrei Moskwin und Eduard Tisse[61]
- 1959: Platz 3 auf einer Liste der zehn besten Filme der Filmzeitschrift Cahiers du Cinéma (beide Teile)[61]
- 2008: Platz 39 auf einer Liste der 100 besten Filme, ausgewählt von 78 französischen Filmkritikern und  Historikern[62][63]

## Heimkino-Editionen
- Sergej M. Eisenstein: Iwan der Schreckliche [Teil I und II] (= Russische Klassiker). Icestorm Entertainment, [Berlin 2004], DVD 1 [Synchronisation der DEFA von 1973; ohne russische Tonspur, was mehrfach bemängelt wurde;[6][7] mit Ausführungen von Norbert Franz zu dem Film als Werk der Stalin-Zeit].
- Iwan der Schreckliche 1. In: Sergej M. Eisenstein: Meisterwerke. Icestorm Entertainment, [Berlin 2012], DVD 4 [Neuausgabe der Einzelausgabe von 2004 in Sammeledition].

## Aufnahmen von Prokofjews Filmmusik op. 116
- The Film Music. Alexander Nevsky, Ivan the Terrible, Lt. Kizheh. Saint Louis Symphony Orchestra, Leonard Slatkin, Conductor. VOX, [Hongkong] 2017 [Kantate, auch als Oratorium bezeichnet, 1961 von Abram Stassewitsch zusammengestellt;[41] Aufnahme von 1992].
- Ivan the Terrible. The Complete Filmmusic for Eisenstein’s Film. Vladimir Fedoseyev [dirigiert das] Tchaikovsky Symphony Orchestra. Nimbus, Monmouth 2014 [nach der Urtextausgabe,[64] zuerst 2000 veröffentlicht[64][41]].
- Ivan the Terrible. Ivan Grozny. Original Motion Picture Scores. […] Rundfunkchor Berlin, Rundfunk-Sinfonieorchester Berlin [unter Leitung von] Frank Strobel. Capriccio, Wien 2016 [nach der Tonspur des Films und dem Urtext rekonstruierte Fassung].